# Carrodano
Carrodano – miejscowość i gmina we Włoszech, w regionie Liguria, w prowincji La Spezia.
Według danych na rok 2004 gminę zamieszkiwało 545 osób, 27,2 os./km².